# Tîhe, Pokrovske
Tîhe (în ucraineană Тихе) este un sat în comuna Oleksandrivka din raionul Pokrovske, regiunea Dnipropetrovsk, Ucraina.

## Demografie
Componența lingvistică a localității Tîhe
     Ucraineană (98,4%)
     Rusă (1,6%)
Conform recensământului din 2001, majoritatea populației localității Tîhe era vorbitoare de ucraineană (98,4%), existând în minoritate și vorbitori de rusă (1,6%).